# 로쿠세이정
로쿠세이정(鹿西町)은 이시카와현 가시마군에 속해 있던 정이다.
2005년 3월 1일, 인접한 가시마정·도리야정과 합병으로 나카노토정이 되었다.

## 역사
- 1956년 9월 30일 - 노토베정, 가네마루촌이 합병해 로쿠세이정이 성립하였다.
- 2005년 3월 1일 - 가시마정, 도리야정과 합병해 나가노토정이 성립하였다.

## 시설

### 경찰
- 이시카와현 경찰
  - 나나오경찰서 (나나오시)
    - 가시이 주재소

### 소방
- 나나오 가시마 광역권 사무조합
  - 소방본부(나나오시)
    - 가미나미소방서(가시마정)

### 우편
- 929-1521 가네마루
- 929-1602 노토부가미
- 929-1604 노토시타

### 오락
- 시모데 극장 - 영화관

## 교통

### 철도
- 서일본 여객철도 나나오 선